# قرقاول سبز
قرقاول سبز (نام علمی: Phasianus versicolor) نام یک گونه از سرده قرقاول از خانواده قرقاولان است.